# Catawba (condado de Price, Wisconsin)
Catawba es un pueblo ubicado en el condado de Price en el estado estadounidense de Wisconsin. En el Censo de 2010 tenía una población de 269 habitantes y una densidad poblacional de 2,08 personas por km².

## Geografía
Catawba se encuentra ubicado en las coordenadas 45°28′23″N 90°28′20″O / 45.47306, -90.47222. Según la Oficina del Censo de los Estados Unidos, Catawba tiene una superficie total de 129.53 km², de la cual 129.48 km² corresponden a tierra firme y (0.04%) 0.05 km² es agua.

## Demografía
Según el censo de 2010, había 269 personas residiendo en Catawba. La densidad de población era de 2,08 hab./km². De los 269 habitantes, Catawba estaba compuesto por el 100% blancos, el 0% eran afroamericanos, el 0% eran amerindios, el 0% eran asiáticos, el 0% eran isleños del Pacífico, el 0% eran de otras razas y el 0% pertenecían a dos o más razas. Del total de la población el 0.37% eran hispanos o latinos de cualquier raza.